# Gabriel Fernández de Villalobos
Gabriel Fernández de Villalobos y de la Plaza, marqués de Barinas y Guanaguanare (Almendros, Cuenca, c. 1642 - Mostaganem, Argelia, 1702) fue un marino español que previó la disolución del imperio colonial español al escribir al rey Carlos II de España que "De un cabello está pendiente la desunión de las Indias de la Corona de Vuestra Majestad".

## Biografía
El destacado indiano Gabriel Fernández de Villalobos nace en la villa de Almendros (Cuenca) hacia 1642, cuando reinaba Felipe IV y se agudizaba el declive hispano, además de consumarse la ruptura de la unidad peninsular con la desunión de Portugal. Nada sabemos de sus primeros años, del estamento al que pertenecía, de sus inclinaciones, pero por la época decadente que atravesaba España se deduce que sus primeros años debieron de estar marcados por acusada escasez, ya que a los doce años cruza el Atlántico y el resto de su edad juvenil lo pasará navegando como grumete en un desvencijado barco que recorre los diferentes puertos y fondeaderos caribeños.
Ha sido grumete, soldado, marinero, confidente y tabernero de piratas, amigo de la baja ralea, mayoral de un ingenio azucarero en Cuba, osado contrabandista... Ha atrapado negros en el África tórrida y los ha vendido en las islas caribeñas, y en el interior de Brasil, en Panamá, en Colombia y en Venezuela. En todos estos lugares ha mantenido contactos y ha negociado con lo más floreado de la piratería, con avispados armadores y con traficantes de diversas naciones.
Durante sus primeros años por los caminos de la vida conocerá todas las costas, los ríos, las calas marinas donde el barco se resguardaba de peligrosos temporales. Pero como el mar tenebroso cuando se enfurece es traicioneramente imprevisible, naufragará cinco veces, la última frente al litoral brasileño. Este naufragio sucedía hacia 1663. Esta vez la suerte lo traicionará y lo llevará a lo más bajo de aquella sociedad indiana. Es apresado por unos desalmados negreros que lo venden como esclavo en la isla de Barbados, y además de forzados trabajos tiene que pasar calamidades y soportar improperios y latigazos.
Pasa unos meses en el recinto insular antillano sometido a maltratos y vejaciones, sufriendo el confinamiento esclavista y realizando los más duros trabajos por un plato de comida; pero poco a poco va despertando la curiosidad de sus amos. Dada su sagacidad y sus conocimientos artesanales y comerciales, no pasará mucho tiempo en aquel oprobioso estado, ya que tiene la suerte de ser comprado y liberado por unos comerciantes holandeses con la condición de que se instale en Curazao como agente de ellos, para practicar el contrabando y comprar los productos que generalmente se comercian en la provincia de Venezuela.

## Cambio de rumbo
Esta nueva vida le conecta con el comercio y la agro-ganadería venezolana, y en consecuencia madurará su experiencia y desarrollará su instinto comercial. Pero Villalobos no está conforme con ser empleado; y viendo que tiene posibilidades de progresar por su cuenta, hacia 1.672 finiquita su compromiso con los holandeses, monta su propia factoría en Curazao y nombra agentes comerciales en Cartagena de Indias, en Santa Marta, en Maracaibo y en los fértiles valles de Aragua y Yaracuy, donde el cacao y el tabaco se cosechan en abundancia.
En poco tiempo tendrá una extraordinaria infraestructura comercial de agentes compradores dotados de recuas; el negocio crece rápidamente, sus ingresos se multiplican a grandes zancadas y su prestigio comercial se agranda a medida que sigue buscando nuevas fuentes comerciales. En este trajín, Fernández de Villalobos, además de visitar comercialmente las islas caribeñas y ciudades costeras, sus agentes se adentran en territorio venezolano; llegan a Barinas, los Andes, hasta los llanos del río Apure, por donde las frágiles canoas alcanzarán las selváticas riberas del Orinoco y de sus zonas de influencia.
Esos agentes comercian, o adquieren, los más insólitos géneros que se producen por aquellas latitudes; y desde aquellos lejanos parajes, sus hombres y recuas harán llegar hasta los puertos de la costa caribeña los artículos más solicitados; cueros de res, pieles de caimán, vistosas plumas de aves exóticas, oro, diamantes, tabaco, piedras preciosa que serán regularmente embarcados para España, o ventajosamente contrabandeados con barcos franceses, holandeses e ingleses, a pesar de que la Corona hispana tiene prohibido a sus súbditos el comercio con las potencias extranjeras.
Además de estas mercaderías, negocia también en otras actividades navieras y en la compraventa de esclavos. Con la explotación de estos negocios, en poco tiempo, amasa una considerable fortuna que le abrirá las puertas de la administración colonial y de la alta sociedad criolla, esa que se enriquecía aprovechando el descontrol y la descomposición de la monarquía hispana. El futuro marqués de Varinas, que aún no se le han despertado los perjuicios de conciencia que le han de mortificar después.

## Labor estadística
Como conocía ríos y caños costeros que desaguaban en el mar Caribe, se adentró por todos ellos y esquemáticamente tomó nota de todos sus accidentes y particularidades, de las tierras fértiles, de la fauna, de la flora, de las tribus que las poblaban, de los esclavos negros, o de los europeos que habitaban y explotaban las tropicales riberas, además de los ingenios productivos de azúcar o madera establecidos. Dibujó croquis, mapas y carta de marear, estudió las corrientes de aquellas latitudes e hizo sondeos marinos; e inclusive señaló los lugares en los que habían naufragado barcos con metales preciosos e hizo una relación pormenorizada de las calas y fondeaderos de barcos piratas, de sus tripulaciones y de los escondites en los que habitualmente solían ocultarse.
Fernández de Villalobos ya no era aquel arrapiezo que llegó a las Indias occidentales veinte años antes, ya no pasa necesidades como cuando estaba en su pueblo conquense; ahora tiene porte distinguido, viste con refinada elegancia, es excesivamente presumido y de exagerada ostentación; sus costosas joyas y sus fastuosos vestidos lo delatan. Y como audaz aventurero, y formado al socaire de la vida marinera y portuaria, es también un consumado mujeriego que, con sus fogosos amoríos, escandaliza a donde quiera que llega.
No obstante, es cordial, locuaz y en particular sumamente agradecido al mundo que lo ha formado; a ese mundo pletórico de penalidades y quehaceres en que ha vivido sus años juveniles, sus trabajosas experiencias, donde más de una vez ha pasado calamidades sin tasa; y en la plenitud de su bien ganada abundancia (acordándose de sus días de escasez), su reconocida influencia le sirve de padrinazgo a quienes requieran favores de cualquier naturaleza; o su dadivoso bolsillo siempre estará abierto para socorrer con largueza al necesitado.

## Metas de mayor altura
Aunque dejaba traslucir ciertos visos caprichosos y, en algunas ocasiones era manifiesta su falta de tacto (producto de su picaresca crianza), sin embargo su afabilidad era tan sincera que irradiaba simpatía por doquier. Maracaibo, y sobre todo la Caracas capitalina, fueron sus ciudades preferidas en la amplia temporada que residió en Venezuela; donde mantuvo relación con lo más granado de la sociedad y con los altos jerarcas de la administración. Su carisma, su desenvoltura y su popularidad (entre los años 1.672 y 1.675) lo llevarán a convertirlo en un admirado e influyente personaje. Era invitado obligado en toda fiesta oficial o privada,
Los dimes y diretes se suceden, los chismes maliciosos corren como la pólvora en los diversos corrillos indianos y los correos van y vienen desde Ultramar a la Corte madrileña. En 1.675 las denuncias y las polémicas de Fernández de Villalobos ya eran sobradamente conocidas en la Corte, donde la España Imperial estaba bajo la regencia de doña Mariana de Austria (y de sus validos), quien miedosa de las apetencia regias del príncipe bastardo don Juan José de Austria (hijo natural de Felipe IV) celosamente guardaba el trono para su hijo, Carlos II "El Hechizado".
Su ligereza y falta de tacto, frecuentemente lo llevaban a enconadas polémicas, ya que como le afectaba negativamente la poca libertad mercantil que entonces existía, habitualmente sostenía mordaces críticas hacia la errada política del restringido comercio que mantenía la Corona hispana; estas agrias controversias le llevaron a enfrentarlo abiertamente con el gobernador don Francisco Dávila y Orejón.
En estas circunstancias Villalobos, es llamado (o empujado maliciosamente) a la Corte en 1.675. Entonces la Corte estaba invadida por arribistas que buscaban medrar a la sombra de la ineptitud de los ministros y del desconcierto real que existía; España atravesaba un mal momento histórico, y las circunstancias cortesanas no serán las apropiadas para la intervención de Villalobos como consejero real.
.
Carlos II, tomaría en sus manos los destinos del reino a la temprana edad de catorce años. El 6 de noviembre de 1675, cumplía esa edad y ese mismo día llegaba a Madrid Gabriel Fernández de Villalobos, quizás recomendado maliciosamente por Dávila y Orejón y posiblemente por don Diego de Acosta, Fiscal de la Real Audiencia de Santo Domingo. El gobernador Dávila y Orejón, veía al indiano como un peligroso denunciador de las arbitrariedades que los mandatarios reales y sus voraces colaboradores cometían en Indias, y lo alejó del entorno caribeño para que no observara ni fiscalizara los turbios negocios que hacían estos funcionarios.
Fernández de Villalobos, aunque conocedor de las aguas caribeñas, parece un aprendiz de pescador porque no sabe nadar y guardar la ropa en los peligrosos mares de la diplomacia cortesana, e ingenuamente molesta a toda clase de "peces gordos". Al que con más inquina y sarcasmo ataca es al poderoso conde de Medellín, quién por entonces, además de su inmensa influencia, ejercía la Presidencia del Consejo de Indias, y el confiado indiano, creyéndose astuto, capaz y merecedor del puesto, contra viento y marea, y dando peligrosos bandazos a babor y a estribor, luchaba por ocupar este alto cargo.

## Amenazas peligrosas
Atacado sin piedad, presionado por todos los flancos y amenazado de muerte por algunos miembros la nobleza, Villalobos tiene que escapar a Lisboa. Los enemigos de España están al tanto de sus enconadas cuitas de Villalobos, y esos enemigos les harán tentadoras ofertas para que devele los secretos de sus conocimientos americanos. Pero Villalobos, alimentado por ese singular patriotismo que defiende con todo su corazón, rechaza toda oferta y resiste al envite de traicionar a su Patria y a su rey. Temerosa la Corte hispana de que hiciera alguna revelación, es llamado nuevamente a Madrid.
Después de serias vicisitudes cortesanas, como la destitución y prisión de Valenzuela y el destierro de la reina doña Mariana a Toledo, Juan José de Austria (como primer ministro) asume el gobierno en enero de 1677. Fernández de Villalobos había intimado con éste, ya que siempre respaldó sus apetencias y se verá favorecido con su influencia. Y con este apoyo, al ambicioso indiano se le abrirán las puertas y se encumbrará rápidamente en los asuntos de Estado, puesto que por su celo, sus ideas prácticas y reformistas y sus conocimientos del mecanismo americano, ahora se convertirá en valioso colaborador y consejero especial.
A pesar de la inquina de sus enemigos y de la oposición sistemática de interesados dignatarios, Villalobos logra en parte lo que se proponía, se toman medidas y se promulgan leyes para suavizar el trato esclavista y beneficiar a los desposeídos americanos (pagarles un jornal a los indios por el trabajo que realicen, conceder a los caciques y a sus familiares iguales prerrogativas que a los hidalgos hispanos, etc.) además de frenar el contrabando, reducir el inmenso poder de la Iglesia y controlar más eficientemente la administración y la milicia de Indias.
Esfuerzo baldío y tiempo perdido; de nada le valdrán exponer sus interesantes iniciativas reformistas ni sus acertadas soluciones; a pesar de sus desvelos y de su honrosa actuación, sus calumniosos adversarios no descansan en buscarle la ruina y le atacarán por todas partes, aunque el indiano siga prestando valiosos servicios a la Corona y el soberano le premie con el cargo de Contador real para Caracas y Maracaibo, le conceda el hábito de la Orden de Santiago y le dé el título de marqués de Varinas.
Indudablemente se sentía profundamente halagado con todas estas mercedes y prebendas, pero Fernández de Villalobos era hombre de ideas fijas, nada diplomático y de lengua desembarazada. Con estos hábitos y honores no lograrán acallarlo en sus críticas y denuncias porque el importante cargo que ocupa en la Corte le condiciona a lidiar con inmorales comerciantes, contrabandistas extranjeros y traficantes de esclavos, ya que (como asesor oficial en materia indiana), por sus manos tienen que pasar estudios y licencias de toda índole que se concedan para comerciar con las ultramarinas posesiones.
En repetidas ocasiones le son ofrecidas jugosas dádivas y abultados sobornos para que apruebe concesiones, licencias, negocios o proyectos presentados por codiciosos personajes, pero Gabriel Fernández de Villalobos no admite sucios ofrecimientos y fiel a su inquebrantable verticalidad, visiblemente ofendido rechazará todo regalo que le hacen.
Para desgracia del personaje, el disoluto gobierno de Juan José de Austria durará solamente dos años, ya que éste fallece en septiembre del 1679 y las aguas vuelven ahora con mayor fuerza al tenebroso cauce de abismos, intrigas y sobresaltos palaciegos. Como la gestión de Juan José al frente del gobierno ha sido más negativa que la de los validos anteriores, los favorecidos de éste irán cayendo con mayor rapidez de la que habían escalado los puestos.

## Villalobos escritor
Además de los cientos de cartas que escribió, arrastrado por la pasión reformista que lo martirizaba, no hubo tema que no tocase ni arbitrariedad americana que no denunciase en sus escritos y memoriales que forman varios volúmenes, de los cuales se han perdido algunos. Cesáreo Fernández Duro relaciona mucho de ellos, y se omiten en este artículo por ser demasiado extensos los títulos de los escritos aludidos.

## El ocaso del marqués
Los desafueros, unidos a su desafortunada y nula gestión de gobierno, suscitaron el odio general contra el alocado bastardo, quien terminaría perdiendo hasta el apoyo del rey. Apoyo que generalmente perdieron todos los personajes que habían ocupado algún cargo durante el gobierno de Juan José. Fernández de Villalobos, tampoco escapará a esta criba persecutoria, pues aunque el rey le demuestre afecto y lo tenga en cuenta en algunas misiones, sus enemigos irán tejiendo una poderosa telaraña de intrigas.
Al parecer la Iglesia (a quién repetidamente atacaba Villalobos por su manifiesta voracidad, aunque era profundamente religioso) pone también su haz de leña para que arda la hoguera que ha de quemar al indiano; una acusadora carta, sin firma (atribuida a los jesuitas americanos), en la que se le imputa ser falsario y traidor, además de negarle los conocimientos que dice tener de las cosas americanas, será otra más de las causas que tambaleen el aprecio y la credibilidad regia de que goza, y al mismo tiempo, hagan acelerar el derrumbe político de nuestro encumbrado personaje.
Los ataques y las intrigas de sus poderosos enemigos surten el efecto destructivo, y al final, la cuerda se rompe por lo más endeble. La hecatombe no se hace esperar, y se le aparta de todos sus cometidos, pierde el favor palaciego y el monarca firma un real decreto desterrando a Cádiz al incorruptible marqués. Corría el año de 1.689, y Villalobos, atribulado por la apurada situación económica que padece su familia, mortificado por el desprecio real y lleno de achaques físicos y morales, desde el exilio que sobrelleva en la capital andaluza, envía cartas al rey, reclamándole justicia, o pidiéndole explicaciones sobre el injusto pago que ha recibido por su honrado proceder y por los relevantes servicios que ha prestado a la Corona de España.

## Sus últimos años
Se le confisca su patrimonio personal, se le confina en el castillo de Santa Catalina en Cádiz, y pasado unos meses las cosas se le complican y el rey ordena que se le traslade a un inmundo presidio en la costa africana de Orán. Cerca de la sesentena de años, su vista la va perdiendo; pero esto no le amainará su espíritu luchador e intenta fugarse para liberarse de aquel confinamiento; descubierta sus pretensiones, es conducido al castillo de San Andrés considerado como recinto de máxima seguridad. Según pasa el tiempo, las cartas de reclamo escritas por el desdichado marqués se multiplican y la Corte, azuzada por los enemigos de Villalobos, lo va tratando con mayor severidad.
El 8 de febrero de 1698, un hecho fortuito le da la ocasión de huir de aquel infierno y a pesar de estar ya casi ciego, con ayuda de unos soldados, que se solidarizaron con él, escalan la muralla y escapan en una pequeña embarcación, pero debido a una tempestad, el pequeño barquichuelo naufraga estrellándose contra las rocas. Milagrosamente se salvan, y en la noche emprenden el camino hacia la ciudad Argelina ciudad de Mostaganem.
Pero todavía le quedaban arrestos para escribir al nuevo rey de España Felipe V para aconsejarle sobre las cosas americanas. Esta carta del marqués de Varinas, estaba fechada el 24 de julio de 1702 y posiblemente fuera la última que escribió. Debido a sus dolencias y sufrimientos morales, se cree que murió ese mismo año en aquel hospital.